# Adolf-Noßberger-Hütte

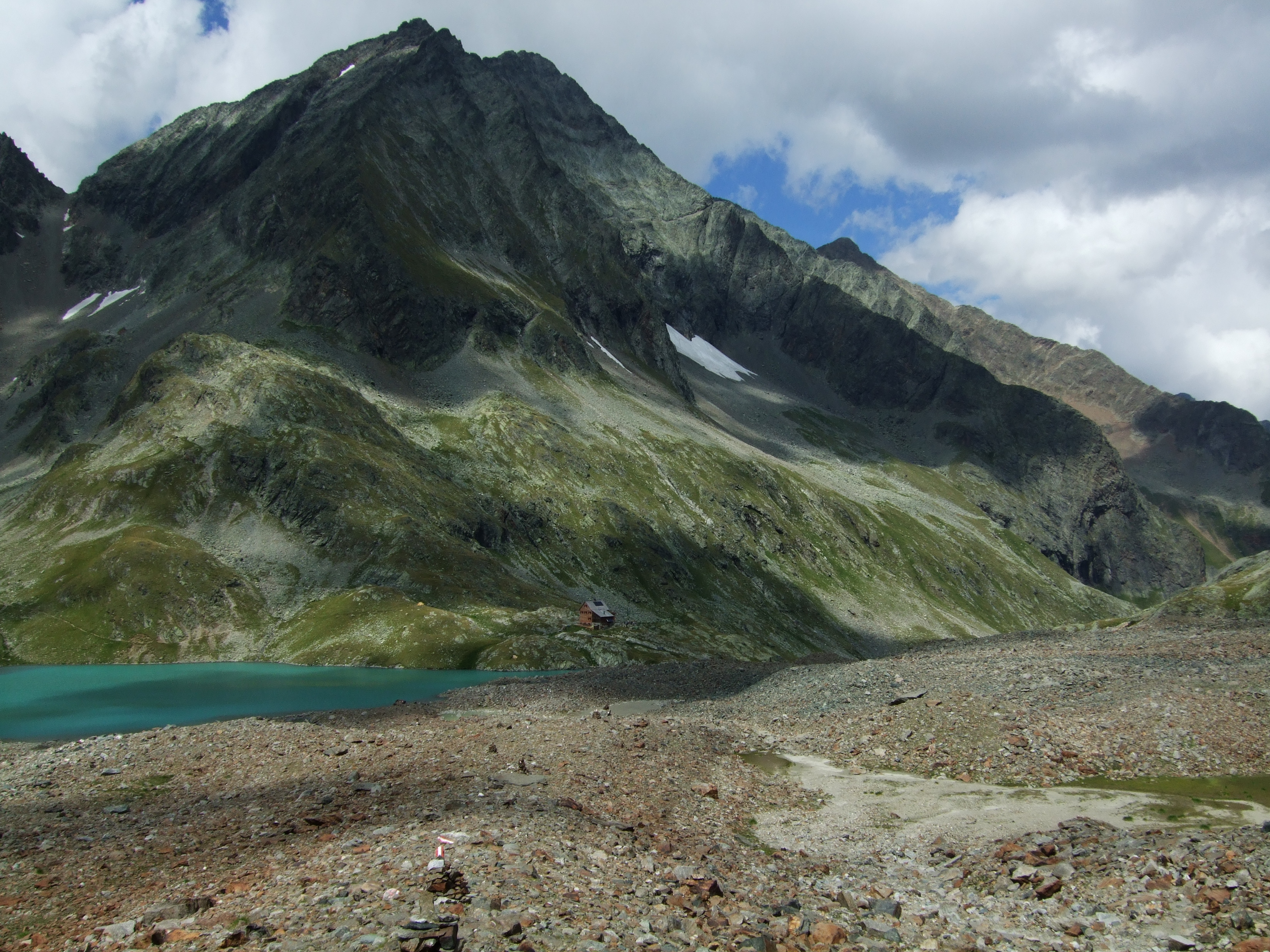
Vor dem Kleinen und Großen Hornkopf

Die Adolf-Noßberger-Hütte ist eine Alpenvereinshütte des Alpenverein Edelweiss, Zweig des Österreichischen Alpenvereins. Sie liegt im Gradental in der Schobergruppe in der Gemeinde Großkirchheim in Kärnten.

## Geschichte
Die 1929 bis 1931 erbaute Hütte hieß ursprünglich Gradenseehütte und wurde später umbenannt nach dem Alpinisten Adolf Noßberger (1881–1946) in Adolf-Noßberger-Hütte. Sie wurde 1980/1981 erweitert. Die Hütte liegt am türkisblauen Gradensee, mehrere weitere Seen sind in kurzen Fußmärschen erreichbar. Die Versorgung erfolgt per Hubschrauber und durch den Hüttenwirt per Rucksack. Seit 2013 wird die Hütte von Christian Krüger bewirtschaftet.

## Zustiege
Ausgangspunkt für die Zustiege zur Hütte ist das Mölltal in Kärnten, Österreich. Es ist von Norden aus erreichbar über die Großglockner-Hochalpenstraße und von Süden aus über Lienz.
- Von Putschall (1053 m) aus durch das Gradental in 4½ Stunden. Es ist möglich, einen Teil des Gradentals über einen Wirtschaftsweg bis zur Gradenalm (1640 m) mit dem PKW zu befahren. In diesem Fall verkürzt sich der Aufstieg zur Hütte um 2 Stunden. Eine Anreise nach Putschall ist mit öffentlichen Bussen vom Bahnhof Mallnitz möglich.[2]
- Von Döllach (1024 m) bei Großkirchheim über den Förstersteig ins Gradental und von dort zur Hütte in 5½ Stunden Gehzeit.

## Touren

### Gipfeltouren
- Auf den Keeskopf (3081 m), 1,5 Stunden
- Auf die Weißwandspitze (2916 m), 1,5 Stunden
- Auf den höchsten Berg der Schobergruppe, das Petzeck (3283 m), über die Petzeckscharte in 3½ Stunden
- Auf den Großen Hornkopf (3251 m), alpine Grattour (Klettern bis III+), 3 Stunden
- Auf den Kreuzkopf (3103 m), 2,5 Stunden

### Übergänge
- Über die Niedere Gradenscharte (2796 m) zur Lienzer Hütte (1977 m) in 3 Stunden (Noßberger Weg)
- Über die Hohe Gradenscharte (2803 m) zur Wangenitzseehütte (2508 m) in 3 Stunden (Holländer Weg)
- Über die Klammer- (2930 m) oder Hornscharte (2958 m) zur Elberfelder Hütte (2346 m) in 4 Stunden. Die Route über die Hornscharte ist Teil des Wiener Höhenwegs vom Iselsberg zum Glocknerhaus.